# Żyrnowsk
Żyrnowsk – miasto w Rosji, w obwodzie wołhgogradzkim. W 2010 roku liczyło 16 872 mieszkańców.